# Georges Chaudron
Georges Léon Chaudron (Fontenay-sous-Bois, 29 de abril de 1891 — Paris, 14 de março de 1976) foi um químico francês.

## Obras
- Editor: Monographies sur les métaux de haute pureté, 3 Volumes, Masson, Paris,1972 (Volume 1), 1977 (Volumes 2,3)
- Editor: Les hautes températures et leurs utilisations en physique et en chimie, 2 Volumes, Masson, Paris, 1973 (Volume 1: Réalisation des hautes températures, Volume 2: Mesures physiques à hautes températures)